# 七釜村
七釜村（ななつがまむら）は、長崎県の西彼杵半島にあった村。西彼杵郡に属した。1955年（昭和30年）に北隣の面高村と合併し、西海村となった。
現在の西海市西海町の南部にあたる。

## 地理
西彼杵半島の北西部に位置し、西の海岸線を角力灘（五島灘）に接する。
- 山：白岳、釜敷山、川後山
- 島嶼：南串（なぐし）島
- 河川：伊佐ノ浦川、江川内川、清水川、柚ノ木川、多以良川
- 港湾：七釜湾、七釜港

## 沿革
中近世の時代は七釜村と中浦村の2村が存在した。「七釜」の地名の由来は、当初に定住した漁民の竈数によるとされる。また、中浦村は天正遣欧少年使節の一員である中浦ジュリアンの出生地でもある。
七釜村と中浦村は明治初期までに統合され、七釜村となった。
- 1889年（明治22年）4月1日 - 町村制施行により、西彼杵郡七釜村が単独村制にて発足。
- 1955年（昭和30年）4月1日 - 面高村と合併して西海村が発足し、七釜村は自治体として消滅。

## 地名
郷を行政区域とする。七釜村は1889年の町村制施行時に単独で自治体として発足したため、大字は無し。
- 中浦北郷
- 中浦南郷
- 本郷[3]

## 名所・旧跡
- 七釜鍾乳洞